# Трипла круна у кошарци
Трипла круна је термин у европској кошарци који се односи на клуб који освоји национални шампионат своје земље, национални куп и најјаче континентално клупско такмичење (Евролига) у једној сезони. То је највеће достигнуће које може да постигне европски кошаркашки клуб током сезоне. Само 13 европских клубова је до сада имало триплу круну. Поред овога, триплу круну могу освојити и тимови који поред домаћих такмичења учествују у европским лигама нижег ранга или у регионалним надметањима попут Јадранске лиге и Балтичке лиге.

## Све трипле круне
| Сезона   | Клуб                  | Национално првенство      | Национални куп      | Европско такмичење          |
| -------- | --------------------- | ------------------------- | ------------------- | --------------------------- |
| 1964/65. | Реал Мадрид (1)       | Првенство Шпаније         | Куп Шпаније         | ФИБА Куп европских шампиона |
| 1969/70. | Варезе (1)            | Првенство Италије         | Куп Италије         | ФИБА Куп европских шампиона |
| 1972/73. | Варезе (2)            | Првенство Италије         | Куп Италије         | ФИБА Куп европских шампиона |
| 1973/74. | Реал Мадрид (2)       | Првенство Шпаније         | Куп Шпаније         | ФИБА Куп европских шампиона |
| 1976/77. | Макаби Тел Авив (1)   | Првенство Израела         | Куп Израела         | ФИБА Куп европских шампиона |
| 1980/81. | Макаби Тел Авив (2)   | Првенство Израела         | Куп Израела         | ФИБА Куп европских шампиона |
| 1984/85. | Цибона (1)            | Првенство СФР Југославије | Куп СФР Југославије | ФИБА Куп европских шампиона |
| 1986/87. | Олимпија Милано (1)   | Првенство Италије         | Куп Италије         | ФИБА Куп европских шампиона |
| 1989/90. | Сплит (1)             | Првенство СФР Југославије | Куп СФР Југославије | ФИБА Куп европских шампиона |
| 1990/91. | Сплит (2)             | Првенство СФР Југославије | Куп СФР Југославије | ФИБА Куп европских шампиона |
| 1991/92. | Партизан (1)          | Првенство СР Југославије  | Куп СР Југославије  | ФИБА Евролига               |
| 1996/97. | Олимпијакос (1)       | Првенство Грчке           | Куп Грчке           | ФИБА Евролига               |
| 2000/01. | Виртус Болоња (1) *   | Првенство Италије         | Куп Италије         | Евролига                    |
| 2000/01. | Макаби Тел Авив (3) * | Првенство Израела         | Куп Израела         | ФИБА Супролига              |
| 2002/03. | Барселона (1)         | Првенство Шпаније         | Куп Шпаније         | Евролига                    |
| 2003/04. | Макаби Тел Авив (4)   | Првенство Израела         | Куп Израела         | Евролига                    |
| 2004/05. | Макаби Тел Авив (5)   | Првенство Израела         | Куп Израела         | Евролига                    |
| 2005/06. | ЦСКА Москва (1)       | Првенство Русије          | Куп Русије          | Евролига                    |
| 2006/07. | Панатинаикос (1)      | Првенство Грчке           | Куп Грчке           | Евролига                    |
| 2008/09. | Панатинаикос (2)      | Првенство Грчке           | Куп Грчке           | Евролига                    |
| 2013/14. | Макаби Тел Авив (6)   | Првенство Израела         | Куп Израела         | Евролига                    |
| 2014/15. | Реал Мадрид (3)       | Првенство Шпаније         | Куп Шпаније         | Евролига                    |
| 2024/25. | Фенербахче (1)        | Првенство Турске          | Куп Турске          | Евролига                    |

- У сезони 2000/01. су постојала два европска првака: Макаби Тел Авив, који је освојио ФИБА-ину Супролигу и Виртус Болоња, који је освојио УЛЕБ-ову Евролигу.
- Шарунас Јасикевичијус је једини играч у историји европске кошарке који је са својим клубовима освојио триплу круну четири пута. Тимови који су освојили триплу круну док је у њима играо Јасикевичијус су: Барселона (2002/03), Макаби Тел Авив (2003/04. и 2004/05) и Панатинаикос (2008/09). Исти успех успео је да оствари и као тренер предводећи Фенербахче (2024/25).
- Жељко Обрадовић је једини тренер у историји европске кошарке који је три пута са својим клубовима освојио триплу круну. Успео је то предводећи са клупе Партизан (1991/92.) и Панатинаикос (2006/07. и 2008/09).

## Успешност
| Клуб            | Триплих круна |
| --------------- | ------------- |
| Макаби Тел Авив | 6             |
| Реал Мадрид     | 3             |
| Варезе          | 2             |
| Сплит           | 2             |
| Панатинаикос    | 2             |
| Цибона          | 1             |
| Олимпија Милано | 1             |
| Партизан        | 1             |
| Олимпијакос     | 1             |
| Виртус Болоња   | 1             |
| Барселона       | 1             |
| ЦСКА Москва     | 1             |
| Фенербахче      | 1             |

| Израел                  | 6 |
| Италија                 | 4 |
| Шпанија                 | 4 |
| Хрватска (као део СФРЈ) | 3 |
| Грчка                   | 3 |
| Србија (као део СФРЈ)   | 1 |
| Русија                  | 1 |
| Турска                  | 1 |
| Бивше државе            |   |
| СФР Југославија         | 4 |

## Мала трипла круна

### Други ранг европских такмичења
| Сезона   | Клуб                  | Национално првенство      | Национални куп      | Европско такмичење        |
| -------- | --------------------- | ------------------------- | ------------------- | ------------------------- |
| 1971/72. | Олимпија Милано (1)   | Првенство Италије         | Куп Италије         | ФИБА Куп победника купова |
| 1981/82. | Цибона (1)            | Првенство СФР Југославије | Куп СФР Југославије | ФИБА Куп победника купова |
| 1987/88. | Лимож (1)             | Првенство Француске       | Куп лидера 1        | ФИБА Куп победника купова |
| 1993/94. | Олимпија Љубљана (1)  | Првенство Словеније       | Куп Словеније       | ФИБА Европски куп         |
| 2008/09. | Лијетувос Ритас 2 (1) | Првенство Литваније       | Куп Литваније       | УЛЕБ Еврокуп              |

- 1 У Француској се играју два национална купа — Куп Француске и Куп лидера.
- 2 Лијетувос Ритас је у сезони 2008/09. освојио чак 4 трофеја: национално првенство, национални куп, УЛЕБ Еврокуп и Балтичку лигу.

### Трећи ранг европских такмичења
| Сезона   | Клуб            | Национално првенство      | Национални куп      | Европско такмичење       |
| -------- | --------------- | ------------------------- | ------------------- | ------------------------ |
| 1976/77. | Сплит (1)       | Првенство СФР Југославије | Куп СФР Југославије | ФИБА Куп Радивоја Кораћа |
| 1978/79. | Партизан (1)    | Првенство СФР Југославије | Куп СФР Југославије | ФИБА Куп Радивоја Кораћа |
| 1982/83. | Лимож (1)       | Првенство Француске       | Куп Француске       | ФИБА Куп Радивоја Кораћа |
| 1986/87. | Барселона (1)   | Првенство Шпаније         | Куп Шпаније         | ФИБА Куп Радивоја Кораћа |
| 1995/96. | Ефес Пилсен (1) | Првенство Турске          | Куп Турске          | ФИБА Куп Радивоја Кораћа |
| 1999/00. | Лимож (2)       | Првенство Француске       | Куп Француске       | ФИБА Куп Радивоја Кораћа |
| 2011/12. | Бешикташ (1)    | Првенство Турске          | Куп Турске          | ФИБА Еврочеленџ          |

### Четврти ранг европских такмичења
| Сезона   | Клуб                | Национално првенство | Национални куп | Европско такмичење  |
| -------- | ------------------- | -------------------- | -------------- | ------------------- |
| 2004/05. | Асесофт Плоешти (1) | Првенство Румуније   | Куп Румуније   | ФИБА Еврокуп челенџ |

### Регионална такмичења
| Сезона   | Клуб                  | Национално првенство | Национални куп | Регионално такмичење |
| -------- | --------------------- | -------------------- | -------------- | -------------------- |
| 2001/02. | Олимпија Љубљана (1)  | Првенство Словеније  | Куп Словеније  | Јадранска лига       |
| 2007/08. | Партизан (1)          | Првенство Србије     | Куп Србије     | Јадранска лига       |
| 2007/08. | Жалгирис (1)          | Првенство Литваније  | Куп Литваније  | Балтичка лига        |
| 2008/09. | Партизан (2)          | Првенство Србије     | Куп Србије     | Јадранска лига       |
| 2008/09. | Лијетувос Ритас 1 (1) | Првенство Литваније  | Куп Литваније  | Балтичка лига        |
| 2009/10. | Партизан (3)          | Првенство Србије     | Куп Србије     | Јадранска лига       |
| 2009/10. | ЦСКА Москва (1)       | Првенство Русије     | Куп Русије     | ВТБ јунајтед лига    |
| 2010/11. | Партизан (4)          | Првенство Србије     | Куп Србије     | Јадранска лига       |
| 2010/11. | Жалгирис (2)          | Првенство Литваније  | Куп Литваније  | Балтичка лига        |
| 2011/12. | Макаби Тел Авив (1)   | Првенство Израела    | Куп Израела    | Јадранска лига       |
| 2011/12. | Жалгирис (3)          | Првенство Литваније  | Куп Литваније  | Балтичка лига        |
| 2013/14. | Левски Софија (1)     | Првенство Бугарске   | Куп Бугарске   | Балканска лига       |
| 2014/15. | Црвена звезда (1)     | Првенство Србије     | Куп Србије     | Јадранска лига       |
| 2016/17. | Црвена звезда (2)     | Првенство Србије     | Куп Србије     | Јадранска лига       |
| 2020/21. | Црвена звезда (3)     | Првенство Србије     | Куп Србије     | Јадранска лига       |
| 2021/22. | Црвена звезда (4)     | Првенство Србије     | Куп Србије     | Јадранска лига       |
| 2023/24. | Црвена звезда (5)     | Првенство Србије     | Куп Србије     | Јадранска лига       |

- 1 Лијетувос Ритас је у сезони 2008/09. освојио чак 4 трофеја: национално првенство, национални куп, УЛЕБ Еврокуп и Балтичку лигу.